# Tucapel Jiménez
Tucapel Francisco Jiménez Alfaro (Santiago, 4 de agosto de 1921-Lampa, 25 de febrero de 1982) fue un sindicalista chileno, militante del Partido Radical. Ocupó, entre otros cargos, la presidencia de la Agrupación Nacional de Empleados Fiscales (ANEF). Aunque en un inicio apoyo la dictadura militar, posteriormente se convirtió en opositor a esta por lo que fue asesinado por la Dirección de Inteligencia del Ejército (DINE).

## Biografía

### Vida sindical
Se inició como líder sindical en 1938, como presidente del Club Deportivo Lavaderos de Oro. Cuatro años más tarde fue elegido presidente de la Asociación de Trabajadores de la Dirección de Abastecimiento y Petróleo. Luego, en 1951, fue presidente de la Asociación de Almacenes Reguladores del Comisariato, cargo que lo vinculó al frente gremial que habría de ser el principal escenario de su liderazgo social.
En 1953 fue designado director de la Asociación de Empleados de la Superintendencia de Abastecimientos y Precios. Al año siguiente fue delegado ante la Agrupación Nacional de Empleados Fiscales (ANEF) y en 1957 se incorporó a la directiva nacional de esta organización.
En 1960 asumió la vicepresidencia de la Asociación Nacional de Empleados de DIRINCO y, tres años más tarde, asumió la presidencia nacional de la ANEF, cargo para el que fue reelegido en 1967 y 1970. Durante el Gobierno de la Unidad Popular, fue opositor de las políticas del Presidente Allende, siendo de los principales dirigentes de la oposición a la Unidad Popular llegado a ser descrito como líder sindical con mayor autoridad e influencia que apoyaría el golpe de Estado de 1973. En 1971 se realizó en Cartagena, el II Congreso de la Confederación Latinoamericana de Trabajadores del Estado (CLATE), torneo que presidió y en el cual fue elegido vicepresidente de CLATE. 
Con el golpe de Estado este asumió un rol de defensa y propaganda del régimen dentro Chile y al mundo, bajo este rol se convertiría en amigo y aliado del general Gustavo Leigh. En 1974 viajó a Ginebra para defender el régimen militar en una asamblea de la Organización Internacional del Trabajo, diciendo que Chile era víctima de los ataques del marxismo.
En 1975, en plena dictadura militar, fundó el Grupo de los Diez, desde la vicepresidencia desplegó una intensa actividad. Seis años después fundó la Unión Democrática de Trabajadores, ocupando la vicepresidencia, grupo que posteriormente se convertiría en el Frente Unitario de Trabajadores que con el amparo de la Iglesia católica se llamaría Coordinadora Nacional Sindical.

### Asesinato

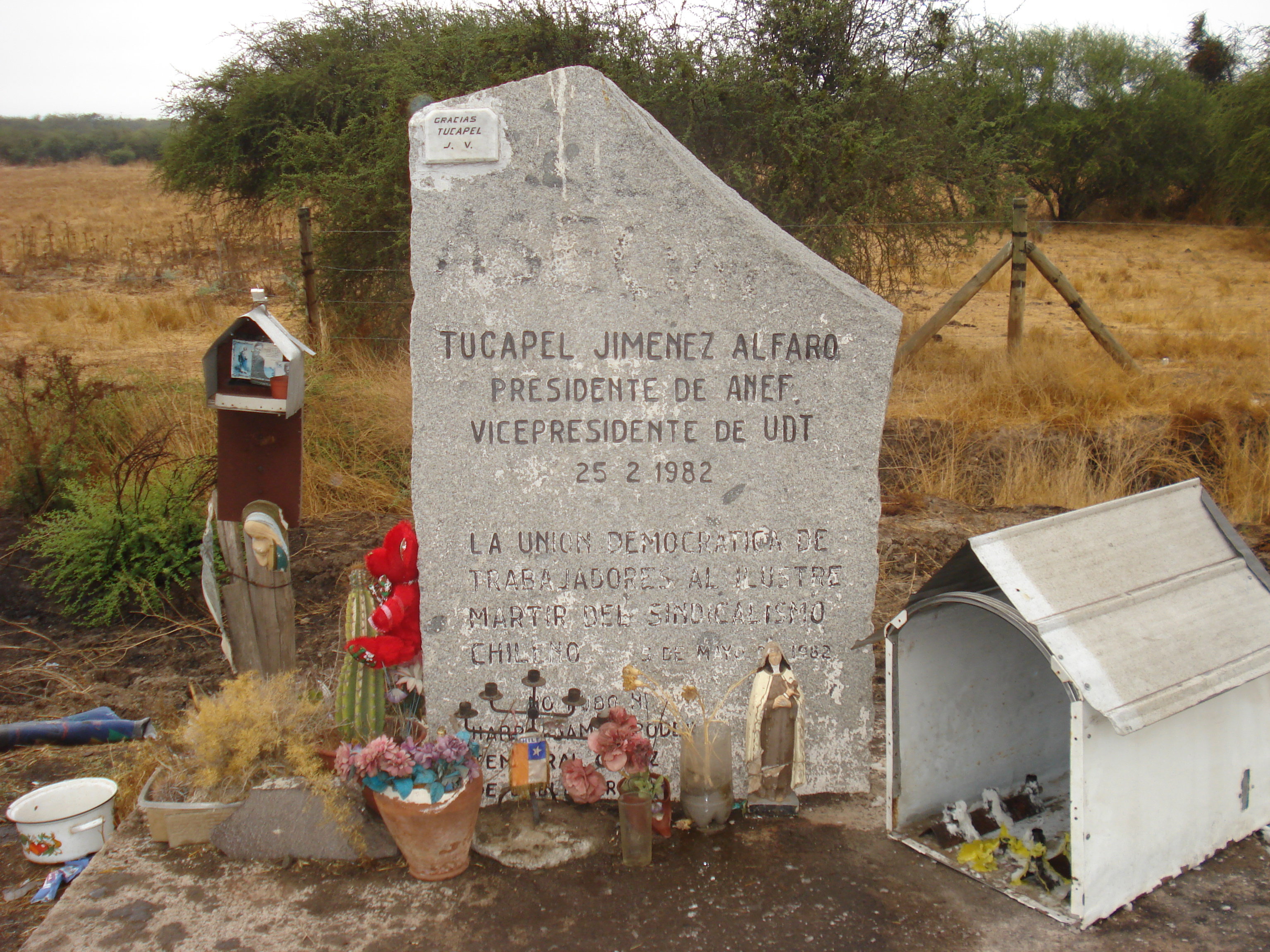
Placa recordatoria del lugar donde fue encontrado muerto Tucapel Jiménez. Camino Noviciado a Lampa.

Debido a su oposición a la dictadura militar, Tucapel Jiménez fue blanco de amenazas y seguimientos. Uno de los objetivos que el dirigente buscaba materializar durante aquel tiempo era la reunificación del movimiento sindical chileno. La mañana del 25 de febrero de 1982, Jiménez salió de su casa a trabajar en su taxi. Su vehículo fue interceptado por algunos sujetos, quienes haciéndose pasar por pasajeros le pidieron que se dirigiera al camino Renca-Lampa, a 40 kilómetros de Santiago. Allí, el dirigente recibió cinco disparos en la cabeza y fue posteriormente degollado. Su cuerpo fue encontrado esa misma noche, dentro de su taxi. Sus documentos, en cambio, fueron encontrados al día siguiente en Viña del Mar.
La información oficial, y parte de los medios de prensa, hablaron del asesinato como el resultado de un asalto. Un año después, en Valparaíso, fue encontrado el cadáver de un carpintero llamado Juan Alegría Mundaca, quien presentaba heridas en sus muñecas. Junto al cuerpo había una carta en la que decía estar arrepentido de haber matado a Tucapel Jiménez. Sin embargo, el hecho fue interpretado como un encubrimiento de los verdaderos asesinos del dirigente.

## Proceso

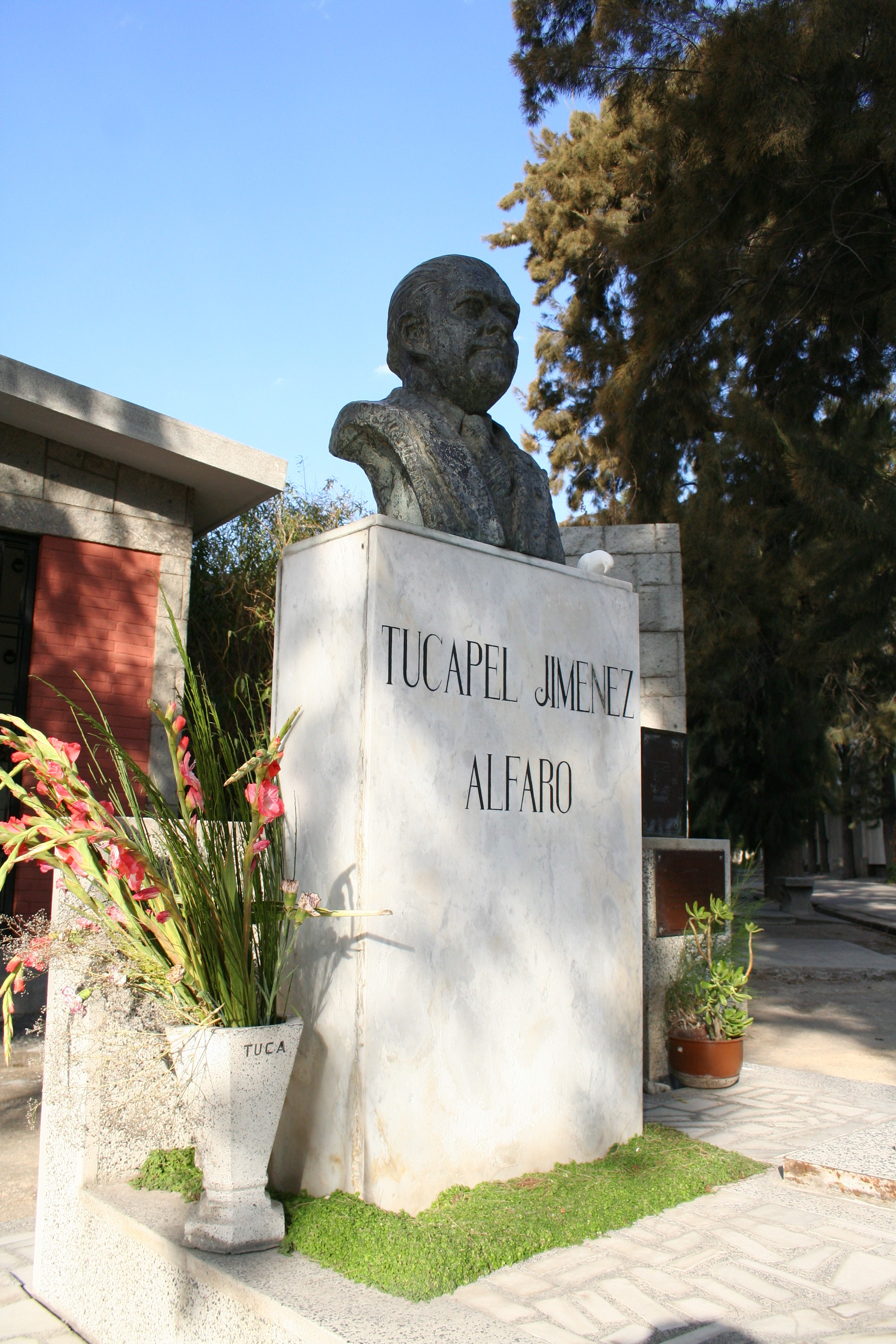
Tumba de Tucapel Jiménez en el Cementerio General de Santiago.

El asesinato de Jiménez impactó al país, y ese mismo año el Ministerio del Interior nombró a Sergio Valenzuela Patiño como ministro en visita, con el fin que investigara el caso. Tras 17 años de investigación, y sin lograr mayores avances, Valenzuela fue reemplazado en 1999 por Sergio Muñoz Gajardo, quien descubrió que el crimen fue obra de miembros de la Dirección de Inteligencia Nacional del Ejército (DINE).
Según los antecedentes reunidos en el proceso, el individuo que subió al taxi como pasajero fue Luis Pino Moreno, carabinero en retiro que se había casado con la prima de Tucapel Jiménez. Posteriormente, tres hombres se subieron al vehículo y lo obligaron a conducir hasta un lugar aislado, donde lo asesinaron. Tras esto, los sujetos sustrajeron algunas de sus pertenencias para simular un robo. En octubre de 2000, el entonces mayor del ejército Carlos Herrera Jiménez, confesó su autoría material en los asesinatos de Tucapel Jiménez y de Juan Alegría Mundaca. Herrera fue quien disparó a Jiménez, mientras que los demás coautores fueron Manuel Contreras Donaire y Miguel Letelier Verdugo. Las órdenes las había dado el director de la DINE, Ramsés Álvarez Sgolia, mientras que Víctor Pinto Pérez, comandante del Cuerpo de Inteligencia del Ejército supervisó la operación.
El año 2002, Muñoz condenó a 12 personas por el crimen de Tucapel Jiménez, entre autores, cómplices y encubridores. En calidad de autores fueron condenados el general Ramsés Álvarez, el brigadier Víctor Pinto Pérez, el teniente coronel Francisco Ferrer Lima, el mayor Carlos Herrera, el suboficial Manuel Contreras Donaire y el suboficial Miguel Letelier. Como cómplices fueron condenados Juan Carlos Arriagada y Jorge León Alessandrini, inculpados de haber facilitado la obtención del arma homicida.
El 18 de agosto de 2005, El presidente de república Ricardo Lagos Escobar confirmó que otorgó el indulto a Manuel Contreras Donaire, suboficial (r) del Ejército, condenado como uno de los autores del homicidio del dirigente sindical Tucapel Jiménez, ocurrido en febrero de 1982. El ex uniformado fue beneficiado con la modalidad de “Indulto de Conmutación de la Pena”. El 29 de enero de 2008, la Corte de Apelaciones de Santiago ordenó pagar $1200 millones a la familia de Tucapel Jiménez. El tribunal de alzada instruyó al Fisco a pagar una indemnización a los tres hijos y dos nietos del dirigente sindical, a 25 años de su asesinato.
En relación con el crimen de Alegría Mundaca, Carlos Herrera declaró que recibió órdenes de Álvaro Corbalán Castilla y Humberto Gordon, quienes le pidieron inculpar del asesinato de Tucapel Jiménez a alguien "que fuese bueno para beber, bueno para el trago, dicho más claro, que viviera solo, en una casa que pudiese ser de fácil acceso, sin que se enteraran los vecinos". Tres fueron los condenados como autores por la muerte de Alegría Mundaca: Carlos Herrera Jiménez, Álvaro Corbalán y Armando Cabrera Aguilar. Osvaldo Pincetti fue condenado como cómplice.